# Bắc Nghĩa
Bắc Nghĩa là một phường cũ thuộc thành phố Đồng Hới, tỉnh Quảng Bình, Việt Nam.

## Lịch sử
Ngày 16 tháng 6 năm 2025, Ủy ban Thường vụ Quốc hội ban hành Nghị quyết số 1680/NQ-UBTVQH15 về việc sắp xếp các đơn vị hành chính cấp xã của tỉnh Quảng Trị năm 2025. Theo đó, sắp xếp toàn bộ diện tích tự nhiên, quy mô dân số của phường Bắc Nghĩa, phường Đồng Sơn, xã Nghĩa Ninh, xã Thuận Đức thành phường mới có tên gọi là phường Đồng Sơn.

## Địa lý
Phường Bắc Nghĩa nằm trung tâm Thành phố Đồng Hới, có vị trí địa lý như sau:
- Phía Bắc giáp phường Bắc Lý
- Phía Nam giáp phường Đồng Sơn và xã Nghĩa Ninh
- Phía Tây giáp phường Đồng Sơn và xã Thuận Đức
- Phía Đông giáp phường Nam Lý, phường Đức Ninh Đông và xã Đức Ninh

Phường Bắc Nghĩa có diện tích 7,49 km², dân số năm 2019 là 8.667 người, mật độ dân số đạt 1.157 người/km².